# 信濃招魂社
信濃招魂社（しなのしょうこんしゃ）は、長野県長野市上松二丁目にある神社（招魂社）。通称は護国神社。

## 概要
各役の戦没者ならびに国家公共に殉じた長野県人の霊を祀る招魂社として1880年（明治13年）に発起。善光寺に隣接する城山公園内にあるが、招魂社の周囲は木々に囲まれ喧騒から離れている。
春季例大祭（ならびに現社殿の竣工日）は旧海軍記念日である5月27日。
「護国神社」と通称されるが、内務大臣指定護国神社ではない。指定護国神社である長野縣護國神社は、時代下って1938年（昭和13年）に歩兵第50連隊に隣接する松本市美須々に創建されている。

## 歴史
- 1880年（明治13年） - 発起
- 1902年（明治35年） - 城山公園内に創建
- 1943年（昭和18年） - 現在地に遷座
- 1972年（昭和47年）5月27日 - 現本殿竣工。陸軍少年飛行兵招魂碑建立

## 境内
- 本殿・拝殿
- 陸軍少年飛行兵招魂碑

## 交通
- JR・長野電鉄長野駅から
  - 長電バス 61・62・63・64系統に乗車、「動物園下」下車
  - アルピコ交通（川中島バス）11・16・17系統に乗車、「深田町」下車

## 周辺
- 城山公園
  - 長野市少年科学センター
  - 長野市城山動物園
  - 長野県立美術館
- 長野清泉女学院中学校・高等学校
- 長野地方気象台
- 長野県神社庁
- 善光寺